# Bourg-Argental
Bourg-Argental é uma comuna francesa na região administrativa da Auvérnia-Ródano-Alpes, no departamento do Loire. Estende-se por uma área de 20.15 km². Em 2010 a comuna tinha 2 986 habitantes (densidade: 148,2 hab./km²).